# Verwaltungsgemeinschaft Elbe-Heideland-Gemeinden
Die Verwaltungsgemeinschaft Elbe-Heideland-Gemeinden bestand aus der Stadt Pretzsch (Elbe) sowie den Gemeinden Globig-Bleddin, Meuro, Priesitz, Schnellin und Trebitz und lag im sachsen-anhaltischen Landkreis Wittenberg. 

## Geschichte
Die Verwaltungsgemeinschaft entstand am 9. April 2000 durch einen Gerichtsbeschluss aus der Verwaltungsgemeinschaft Elbe-Heiderand-Gemeinden, aus der bereits am 27. Februar 2000 die Verwaltungsgemeinschaft Bad Schmiedeberg wieder herausgelöst worden war.
Am 1. Januar 2005 wurde die Verwaltungsgemeinschaft Elbe-Heideland-Gemeinden jedoch endgültig mit der VG Bad Schmiedeberg zur neuen Verwaltungsgemeinschaft Kurregion Elbe-Heideland zusammengelegt, die wiederum am 1. Juli 2009 in der neuen Einheitsgemeinde Stadt Bad Schmiedeberg aufging.